# Ben Hardy
Ben Hardy (Bournemouth, 1991. január 2. –) angol színész, akit a brit közönség leginkább Peter Beale-ként ismer a BBC EastEnders (2013-2015) című sorozatból. Első nagyobb filmszerepében Angyalt alakította az X-Men: Apokalipszis című filmben. Az igazi áttörést azonban Roger Taylor karakterének köszönheti, akit a Bohém Rapszódia (2018) című életrajzi filmben alakított.

## Gyermekkora
Hardy Bournemouth-ban született, és Sherborne-ban nőtt fel. A Sherborne Abbey Általános Iskolába járt, majd a Gryphon iskolába, ahol Far from the Madding Crowd adaptációjában Francis Troy-t játszotta. Diákévei alatt kiemelkedő eredményeket ért el matematikából, és vonzotta a sport, sokáig arra készült, hogy profi rögbijátékos váljon belőle. Egy osztálytársa unszolására látogatott el a helyi dráma klubba 15 évesen, amely annyira megtetszett neki, hogy 18 évesen Londonba költözött, miután felvételt nyert a Royal Central School of Speech and Drama színművész szakára.

## Pályafutása
2012-ben Arthur Wellesley-t játszotta David Hare játékában, a The Judas Kiss-ben, amelyben szintén Rupert Everett-tel szerepel. Volt egy meztelen jelenete, melyet "hihetetlenül idegesített" mondattal jellemzett.
2013. április 19.-én bejelentették, hogy Hardy Peter Beale-t játssza az EastEnders sorozatban, ezzel átveszi Thomas Law helyét, aki 2006-tól 2010-ig játszotta a karaktert. Hardy az alábbiakat nyilatkozta: "Nagyon izgatott vagyok, hogy csatlakozhatok az EastEnders fantasztikus csapatához. Alig várom, hogy egy olyan karakter bőrébe bújjak, akiről annyi történetet hallottam és várom, hogy megragadjon". 2013. június 7.-én jelent meg a képernyőn először. 2014. november 19.-én bejelentették, hogy Hardy elhagyja a sorozatot. Az utolsó adást Hardy-val 2015. február 24.-én sugározta a brit csatorna.
Nem kellett sokat várni az első nagyobb filmszerepére, melyben Angyal karakterét alakította a Bryan Singer által rendezett X-Men: Apokalipszis című filmben, amely 2016. május 27.-én került a mozivászonra.
2017-ben két filmben is szerepel, egyikben John William Polidori  írót játssza a Mary Shelley című filmben Elle Fanning és Douglas Booth mellett, később pedig Joseph Kosinski által rendezett  A bátrak című életrajzi drámában alakítja a Granite Mountain tűzoltócsapat fiatal titánját, Wade Parker-t, aki 2013-ban a Yarnell hegyi tűzvészben életét vesztette.  
2018 áprilisában vezető szerepet játszott a Wilkie Collins "Woman in White" című BBC adaptációjában.
A legnagyobb sikert a 2018-as Bohém rapszódia hozta meg neki, ahol a legendás Queen együttes dobosát, Roger Taylor-t alakítja. Hardy később egy interjúban bevallotta, hogy a készítőknek a casting alatt hazudott a dobolási képességeiről, csak hogy megkaphassa a szerepet. A forgatás kezdetére egy magántanárral sikerült valamennyire megtanulnia a hangszeren játszani, fejlődését személyesen Roger Taylor is segítette.
Hardy következő filmje a Michael Bay által rendezett 6 Underground, ahol visszatér az akciódús jelenetekhez. A film 2019-ben került a mozikba.

## Filmográfia

### Film
| Év   | Cím (Eredeti cím)                                          | Szerep                      | Magyar hangja | Rendező                               |
| ---- | ---------------------------------------------------------- | --------------------------- | ------------- | ------------------------------------- |
| 2023 | (Unicorns)                                                 | Luke                        |               | Sally El Hosaini, James Krishna Floyd |
| 2023 | Vajon létezik szerelem első látásra? (Love at First Sight) | Oliver Jones                | Nagy Gereben  | Vanessa Caswill                       |
| 2021 | Kukkolók (The Voyeurs)                                     | Seb                         | Baráth István | Michael Mohan                         |
| 2020 | (Pixie)                                                    | Frank                       |               | Barnaby Thompson                      |
| 2019 | Six Underground – Hatan az alvilágból (6 Underground)      | Billy / Négyes              | Jéger Zsombor | Michael Bay                           |
| 2018 | Bohém rapszódia (Bohemian Rhapsody)                        | Roger Taylor                | Jéger Zsombor | Bryan Singer                          |
| 2017 | A bátrak (Only the Brave)                                  | Wade Parker                 | Baráth István | Joseph Kosinski                       |
| 2017 | Mary Shelley (Mary Shelley)                                | John William Polidori       |               | Haifaa al-Mansour                     |
| 2016 | X-Men: Apokalipszis (X-Men: Apocalypse)                    | Warren Worthington / Angyal | Zámbori Soma  | Bryan Singer                          |

### Televízió
| Év        | Cím                | Szerep           | Magyar hangja |
| --------- | ------------------ | ---------------- | ------------- |
| 2018      | The Woman in White | Walter Hartright |               |
| 2017      | Drunk History      | Artúr király     |               |
| 2013−2015 | EastEnders         | Peter Beale      |               |
| 2012      | Call the Midwife   | Riporter         |               |